# Camptoptera pretoriensis
Camptoptera pretoriensis is een vliesvleugelig insect uit de familie Mymaridae. De wetenschappelijke naam is voor het eerst geldig gepubliceerd in 1961 door Ogloblin & Annecke.